# Morral
Morral é uma vila localizada no estado norte-americano de Ohio, no Condado de Marion.

## Demografia
Segundo o censo norte-americano de 2000, a sua população era de 388 habitantes.
Em 2006, foi estimada uma população de 379, um decréscimo de 9 (-2.3%).

## Geografia
De acordo com o United States Census Bureau tem uma área de
7,0 km², dos quais 7,0 km² cobertos por terra e 0,0 km² cobertos por água. Morral localiza-se a aproximadamente 277 m acima do nível do mar.

## Localidades na vizinhança
O diagrama seguinte representa as localidades num raio de 16 km ao redor de Morral.